# Liste der Monuments historiques in Ville-en-Blaisois
Die Liste der Monuments historiques in Ville-en-Blaisois führt die Monuments historiques in der französischen Gemeinde Ville-en-Blaisois auf.

## Liste der Objekte
| Bezeichnung                       | Beschreibung                           | Standort                        | Kennzeichnung | Schutzstatus | Datum | Bild |
| --------------------------------- | -------------------------------------- | ------------------------------- | ------------- | ------------ | ----- | ---- |
| Reiterskulptur Heiliger Mauritius | Stein, farbig gefasst, 16. Jahrhundert | in der Kirche St-Antoine (Lage) | PM52001270    | Classé       | 1965  |      |